# Sylvain Salnave
Sylvain Salnave (Cabo Haitiano, 7 de febrero de 1826 - Puerto Príncipe, 15 de enero de 1870) fue el presidente de Haití desde el 16 de junio de 1867 hasta el 15 de enero de 1870.

## Biografía
Hijo de Sylvestre Salnave y de Fillette Ragonse, recibió una educación burguesa. Se alistó en el ejército en 1850. Capitán de Caballería, apoyó inicialmente a Fabre Geffrard contra Faustin Soulouque. Pero, decepcionado por la política de Geffrard, organizó un levantamiento en 1865 en Cap-Haitien. Tras ser bombardeada la ciudad por Geffrard, Salnave partió al exilio en la vecina República Dominicana. Desde el exilio continuó con sus intentos de insurrección, llevando a cabo la sublevación de Artibonite. Frente a esta amenaza, Geffrard renunció en 1867. 
El 13 de marzo de 1867 se hizo cargo del Consejo de Secretarios de Estado, ejerciendo Nissage Saget como presidente interino de Haití. El 2 de mayo formó junto con Saget y Victorin Chevallier un Gobierno Provisional. Después de compartir el poder en ese triunvirato durante tres meses, fue nombrado protector de la República el 3 de mayo de 1867.
El 14 de junio de 1867 fue aprobada una nueva constitución en sustitución de la Constitución de 1846, al tiempo que Salnave era nombrado oficialmente Presidente.

### Guerra civil
El 11 de octubre de 1867, la Cámara de Diputados fue tomada por opositores a Salnave, debido a la detención del general Léon Montás. Poco antes, los pequeños agricultores de Vallières habían iniciado una rebelión armada contra Salnave. El General Léon Montás fue acusado de incitar y liderar la revuelta. Mientras tanto, el presidente Salnave se dirigía a Gonaives para derrotar a los insurgentes en Vallières. Simultáneamente depuso a los diputados y suspendió la constitución vigente. 
Durante su mandato Sylvain Salnave había iniciado una agresiva política contra los burgueses y los propietarios. Los burgueses liderados por el general Nissage Saget, entonces comandante de las unidades del ejército en el arrondissement de Saint-Marc, iniciaron una rebelión contra la deriva autoritaria de Salnave, que se extendió al norte y al sur del país.  Los comandantes de las unidades del ejército en Léogâne (Pétion Faubert), L'Anse-à-Veau (General Normil), Aquino (Michel Domingue) y en Petionville y Croix-des-Bouquets (Pierre Théoma Boisrond-Canal), se levantaron contra la dictadura de Salnave. Los rebeldes ubicaron su cuartel general en Carrefour, a tres millas de distancia de Port-au-Prince. Saget fue proclamado Presidente Provisional el 17 de julio de 1868 en Saint-Marc, y el 22 de septiembre fue de nuevo proclamado Presidente en Les Cayes, (Departamento Sur).
En febrero de 1869, el Departamento Sur de nuevo estaba bajo control de Salnave, con la excepción de las comunas de Jeremie y Les Cayes. Su secretario de Guerra, el general Victorin Chevallier, que era también el comandante del ejército del gobierno, le abandonó en noviembre de 1869, uniéndose a las tropas de Saget, Domingo y Boisrond-Canal. En agosto de 1869, se nombró un Consejo Legislativo, constituido en noviembre de 1869, restableciéndose la Constitución de Haití de 1846. Dicho Consejo le confirió la presidencia vitalicia a Salnave con todas las facultades establecidas en dicha Constitución.

### Caída
Un audaz ataque a la capital puso fin a la guerra civil. El 18 de diciembre de 1869 los generales Boisrond-Canal y Brice llegaron a Port-au-Prince con 1.200, después de haber capturado la noche anterior el buque de guerra del gobierno La Terreur. Durante las batallas que siguieron el barco comenzó con el bombardeo de la sede del gobierno ("Maison Exécutif"), destruyendo el polvorín del palacio, poco después de que el presidente Salnave abandonara el edificio. El 19 de diciembre de 1869, Salnave escapó con un batallón de mil hombres en dirección a Petionville.
El 27 de diciembre de 1869 se formó un gobierno provisional bajo la presidencia de Saget, con Domingue como vicepresidente y con la participación de Pierre Nord Alexis, Junior Dupont y Laporte Volmar.
Salnave solicitó asistencia al presidente dominicano, Buenaventura Báez, pero fue capturado por el General  José María Cabral el 10 de enero de 1870 y entregado a Nissage Saget. De vuelta en a Port-au-Prince, el 15 de enero, Salnave fue juzgado por una corte marcial por asesinato y traición y condenado a muerte. Fue ejecutado en el acto, el 15 de enero de 1870.